# Karsnäsasjön
Karsnäsasjön är en sjö i Vetlanda kommun i Småland och ingår i Emåns huvudavrinningsområde. Sjön är 5 meter djup, har en yta på 0,768 kvadratkilometer och är belägen 173,1 meter över havet. Vid provfiske har bland annat abborre, braxen, gädda och mört fångats i sjön.

## Delavrinningsområde
Karsnäsasjön ingår i det delavrinningsområde (635618-146947) som SMHI kallar för Inloppet i Saljen. Avrinningsområdets medelhöjd är 192 meter över havet och ytan är 19,27 kvadratkilometer. Räknas de 4 delavrinningsområdena uppströms in blir den ackumulerade arean 120,92 kvadratkilometer. Skärveteån (Farstorpaån) som avvattnar avrinningsområdet har biflödesordning 3, vilket innebär att vattnet flödar genom totalt 3 vattendrag innan det når havet efter 138 kilometer. Delavrinningsområdet består mestadels av skog (55 procent) och jordbruk (27 procent). Avrinningsområdet har 0,81 kvadratkilometer vattenytor vilket ger det en sjöprocent på 4,2 procent. Bebyggelsen i området täcker en yta av 0,44 kvadratkilometer eller 2 procent av avrinningsområdet.

## Fisk
Vid provfiske har följande fisk fångats i sjön:
- Abborre
- Braxen
- Gädda
- Mört
- Ruda
- Sarv
- Sutare